# Bert Cosemans
Bert Cosemans (Sint-Truiden, 18 augustus 1966) is een Vlaams acteur. Bij het grote televisiepubliek is hij vooral bekend om zijn hoofdrollen als Pierre in Lili en Marleen en Dirk Van Baelen in Thuis en om zijn terugkerende rol als Johan Van Lancker in Flikken.
In 2013 speelde hij de rol van psycholoog Frederik Robrechts in de zomersoap Binnenstebuiten. Hij is ook een van de zes leden van het Antwerpse theatergezelschap Tableau nr. 1.

## Biografie
Cosemans is opgegroeid in Alken en is na het middelbaar onderwijs naar Studio Herman Teirlinck gegaan, waar hij in 1988 afstudeerde in de richting toneel studio. Tijdens zijn opleiding speelde hij al in verschillende theaterstukken en musicals, waaronder De Trojaden, De Spaanse Hoer, Kinderen van een Meerdere God en Anatol.
Na zijn opleiding speelde hij in diverse theaterproducties, voornamelijk bij het Raamtheater, onder andere in Deemster, een hername van De spaanse hoer, Lessen in liefde, Peer Gynt, De genodigde en De God van de Slachting.
Van 2008 tot 2011, vertolkte Cosemans de rol van Tijs in Amika.
In 2011 en 2012 toert hij rond met het theaterstuk Mankepootstekeblind voor kinderen vanaf 10 jaar. Dit vertelt het verhaal van de Griekse mythe over Oedipus. Dit stuk voert hij samen op met Marianne Devriese en Sofie Van Moll. 
In 2019 nam hij, samen met Peter van de Velde de rol van Emiel Segers, de vader van Staf en Louis Segers en operator in Cinema Rex in Spektakelmusical '40-'45. 
Hij is getrouwd met actrice Marijke Hofkens, bekend als Leontien Vercammen uit Thuis. Samen hebben ze twee dochters.

## Film
- 2019 - Papa brengt de wereld mee: Gerard
- 2016 - About the Boy Who Ate an Oakwood Chair: Edward
- 2015 - Big Hero 6: Baymax (stem)
- 2005 - Plop en het Vioolavontuur: Papa
- 1992 - Daens: Hector Pancquaert
- 1991 - Open en Bloot: François

## Televisie

### Hoofdrollen
- 2021-2023: Lisa: Erik Calmyn/Simon Verduyn
- 2017-2019: De regel van 3S: Wim Marijnissen
- 2013-2014: Binnenstebuiten: Frederik Robrechts
- 2008-2011: Amika: Tijs De Ridder
- 2002-2005: Flikken: Johan Van Lancker
- 2000-2001: Thuis: Dirk Van Baelen
- 1994-1999: Lili en Marleen: Pierre

### Gastrollen
- 2023: De buurtpolitie: de klok tikt: Bernard Peeters
- 2019: De Kotmadam: Hans
- 2016: Coppers: Tim Eeckhout
- 2016-2020: Nachtwacht: Brik
- 2016-2017, 2021: Familie: Dokter B. Van Laer
- 2015: De Kroongetuigen: Speurder
- 2014: De zonen van Van As: Ludo Rombouts
- 2013: Ontspoord: Tom
- 2012: Vermist: Dokter
- 2012: Danni Lowinski: Meneer Luts
- 2012: Witse: Michel Van Cleef
- 2011: Mega Mindy: Jos
- 2010: Goesting: Meneer Timmermans
- 2009: Witse: Rob Stubbe
- 2009: Aspe: Walter De Meester
- 2008: Zone Stad: Willem Sanders
- 2006: Witse: André Christiaans
- 2006: Aspe: Meneer Pieroo
- 2004: Rupel: André
- 2004: Witse: Patrick Kortleven
- 2002: Verschoten & Zoon: Jean-Pierre
- 2001: Recht op Recht: Bert Cuypers
- 2000: Café Majestic: Robert
- 1999: Flikken: Patrick Livré
- 1998: Heterdaad: Eric Lafère
- 1997: Windkracht 10: Luitenant Lejeune
- 1997: Familie Backeljau: Buitenwipper
- 1996: Wittekerke: Lieven Wijns
- 1996: De Kotmadam: Jean-Luc
- 1995: Niet voor publikatie: Televisieproducer
- 1992: De Kotmadam: Vriend van Betty
- 1992: Jungleboek: Mowgli
- 1992: Commissaris Roos: Zoon van garagist
- 1992: Postbus X: Laborant Stroobants
- 1990: TECX: Luuk Vansteen